# Satellite miniaturizzato

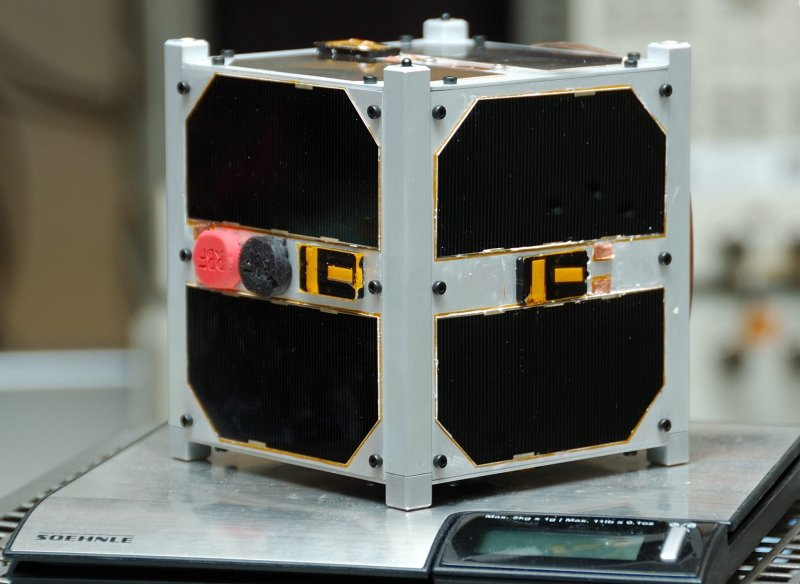
Il cubesat estone ESTCube-1.

I satelliti miniaturizzati sono satelliti artificiali insolitamente piccoli e leggeri, normalmente al di sotto di 500 kg. Questo tipo di satelliti si suddivide in varie categorie in base alla massa (vedi sotto).
Uno dei motivi per cui si usano satelliti in miniatura è per ridurre i costi: più è grande un satellite, più grande deve essere il razzo per portarlo in orbita, con ovvie conseguenze sui costi; i satelliti piccoli, invece, oltre a poter essere messi in orbita a minor prezzo, possono anche essere lanciati allo stesso costo ma in maggior numero, inserendo cioè più satelliti contemporaneamente nello stesso lanciatore. Teoricamente se un satellite è piccolo se ne potrebbero produrre più esemplari in catena di montaggio, cosa che invece normalmente non accade per i satelliti, in quanto ognuno è quasi sempre un esemplare unico, anche se questa possibilità è stata usata solo di rado.
Oltre ai costi di lancio ridotti, un altro vantaggio dei satelliti miniaturizzati è la possibilità di realizzare tipi di missioni non possibili per satelliti singoli:
- Costellazioni di satelliti per comunicazioni a bassa velocità
- Raccolta di dati da posizioni differenti
- Ispezione in orbita di satelliti più grandi

## Classificazione

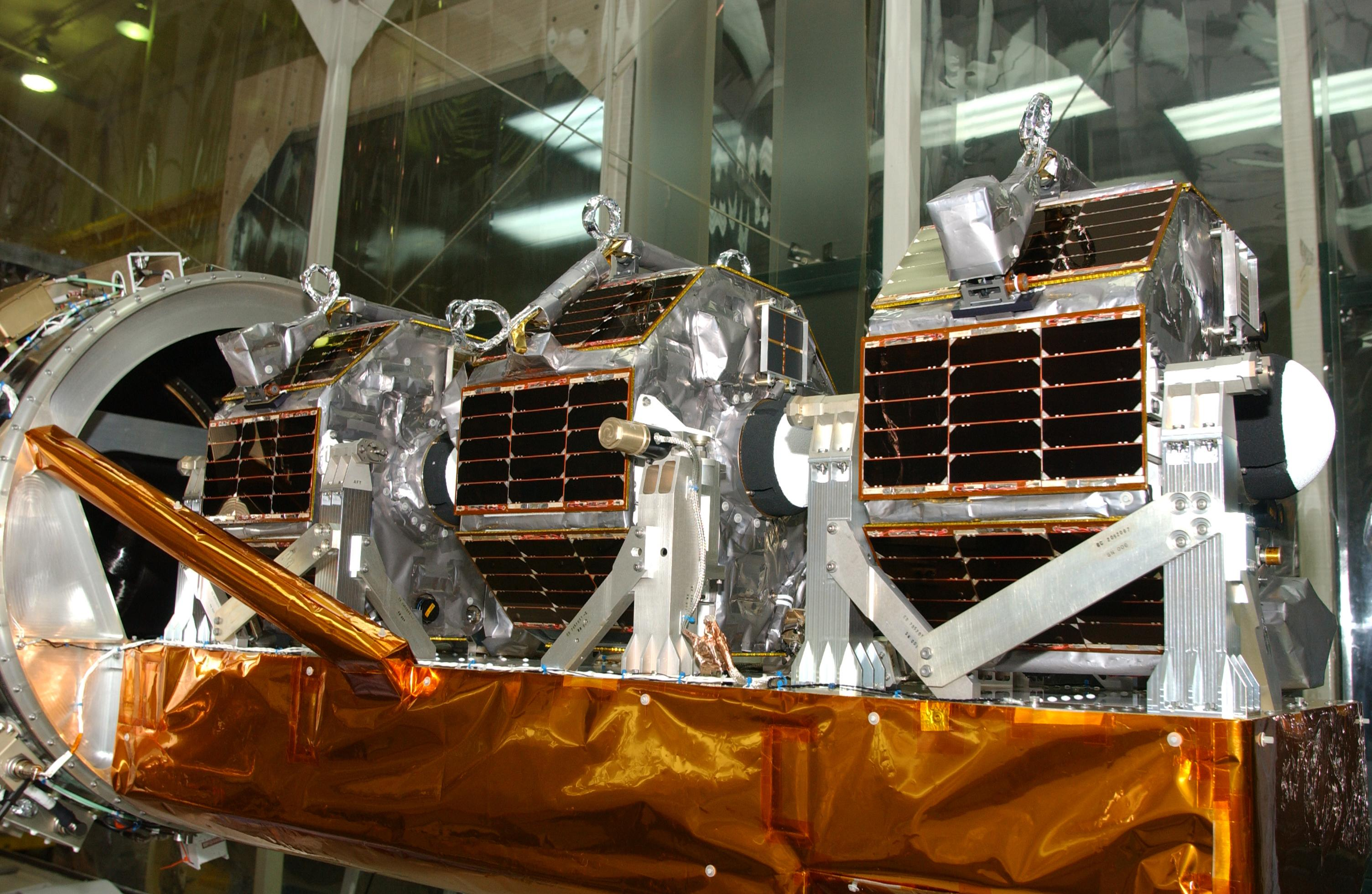
3 microsatelliti di Space Technology 5.

### Minisatellite
Il termine "minisatellite" si riferisce di solito a un satellite artificiale con massa complessiva (incluso il carburante) compresa tra 100 e 500 kg, anche se questi normalmente vengono chiamati semplicemente "piccoli satelliti". I minisatelliti sono in genere più semplici dei loro fratelli maggiori, pur usando le stesse tecnologie.

### Microsatellite
"Microsatellite" o "microsat" è il modo in cui ci si riferisce di solito a un satellite artificiale di massa compresa tra 10 e 100 kg, tuttavia non è una convenzione ufficiale e talvolta questa definizione si può riferire a satelliti più grandi. Talvolta questo tipo di satellite lavora in formazione o in costellazione.

### Nanosatellite
Il termine "nanosatellite" o "nanosat" è usato in genere per satelliti artificiali con massa compresa tra 1 e 10 kg. Anche questi satelliti lavorano spesso in formazioni, chiamati talvolta "sciami". Alcuni tipi di nanosatelliti necessitano un satellite madre a cui fare riferimento per le comunicazioni a terra, non essendo dotati di apparecchiature sufficientemente potenti per tale operazione.

### Picosatellite
I picosatelliti o picosat (da non confondere col nome proprio PICOSat dato a una serie di microsatelliti) sono satelliti di massa compresa tra 100 grammi e 1 kg. Anche questi satelliti lavorano in genere in formazioni chiamate talvolta "sciami" che possono richiedere un satellite madre di appoggio. I cubesat, con 1 kg di massa, sono esempi di grossi picosatelliti (o piccoli nanosatelliti).

### CanSat
I CanSat sono dei satelliti artificiali, sovente costruiti nell'ambito di competizioni internazionali o laboratori scientifici, con volume equivalente a 33 cl e peso massimo di 350 gr. Seppur di ridottissime dimensioni e peso (appunto quello equivalente ad una lattina da bibita, da quì il nome) riescono a contenere la tecnologia necessaria per analisi chimiche e fisiche di varia natura. La competizione nella costruzione di questi satelliti consta appunto nel dare il più alto contributo scientifico possibile con un satellite dalle dimensioni e peso così ridotti.